# Centreville (Alabama)
 Denne artikel omhandler byen Centreville (Alabama). Der er også andre byer med dette navn, se Centreville (flertydig).
Centreville er en by i den centrale del af staten Alabama i USA. Den er administrativt centrum for det amerikanske county Bibb County og har 2.800 (2020) indbyggere.